# Jinhan
Jinhan (koreanisch: 진한) war einer der Han-Staatenbünde im südlichen Teil der koreanischen Halbinsel und existierte zwischen dem 1. Jhd. v. Chr. bis ins 4. Jhd. n. Chr. Neben Jinhan gehörten auch Byeonhan und Mahan zu den Samhan („Drei Han“). Es entstammt dem Jin-Staat und wurde später von Silla absorbiert.

## Geographie
Es umfasste das Gebiet im Südosten Koreas, östlich des Nakdong-Flusses. Laut der chinesischen Chronik Sanguo Zhi bestand die Konföderation aus 12 Stammeseinheiten, unter anderem auch Saro, dem späteren Silla. Der Samguk Sagi nach wurde Silla 57 v. Chr. auf dem Gebiet des heutigen Gyeongju gegründet.

## Geschichte
„Han“ (韓) war die Transkription des Ethnonyms, mit welchem sich die Bevölkerung des südlichen Koreas identifizierte. „Han“ bedeutet „groß“ im vormodernen Koreanisch.
Jinhan entstand nach der Zerstörung Go-Joseons im Jahr 108 v. Chr. und nutzten laut der Wei Shu Pferden und Kühe als Zugtiere und unterschieden sich somit von den Mahan im Westen.
Eine Aussage im Werk Geschichte der Nördlichen Dynastien besagt, dass Jinhan von Migranten aus dem ehemaligen Go-Joseon gegründet wurde, die aufgrund innenpolitischer Unruhen aus der Qin-Dynastie geflohen waren. Jedoch ist die Aussage unbelegbar.